# Girardinus metallicus
Espèce
Statut de conservation UICN

 LC  : Préoccupation mineure
Girardinus metallicus est une espèce de poissons d'eau douce de la famille des Poeciliidae.

## Répartition
Ce poisson est endémique de Cuba.

## Description
Girardinus metallicus peut mesurer jusqu'à 90 mm de longueur totale pour les femelles, et jusqu'à 50 mm pour les mâles.

## Systématique
Le nom valide complet (avec auteur) de ce taxon est Girardinus metallicus Poey, 1854,.
Girardinus metallicus a pour synonymes :
- Girardinus garmani Eigenmann, 1903
- Girardinus pygmaeus Rivas, 1944

### Étymologie
Son épithète spécifique, du latin metallicus, « de mine (sous-entendu, métal) », fait référence aux écailles bleu-métallique de la tête et du dos lorsque ce poisson est en vie ; cette teinte disparait lorsque l'on préserve un spécimen dans de l'alcool.

### Publication originale
- (es) Felipe Poey, Memorias sobre la historia natural de la isla de Cuba, acompañadas de sumarios latinos y extractos en frances, vol. 4, La Havane, Imprenta de Barcina, 1854, 431 p. (lire en ligne), p. 387.